# بردلی دک
بردلی دک (انگلیسی: Bradley Dack؛ زادهٔ ۳۱ دسامبر ۱۹۹۳) بازیکن فوتبال اهل بریتانیا است.
از باشگاه‌هایی که در آن بازی کرده‌است می‌توان به باشگاه فوتبال گیلینگام و باشگاه فوتبال براینتری تاون اشاره کرد.